# Piet Jan Slot
Pieter Jan (Piet Jan) Slot ('s-Gravenzande, 19 maart 1944) is een Nederlands jurist gespecialiseerd in het recht van de Europese Unie. Slot is emeritus hoogleraar aan de Universiteit Leiden.
Slot volgde de HBS-B te Waalwijk en studeerde vervolgens rechten en economie aan de Vrije Universiteit Amsterdam (afstudeerjaar 1968) en vervolgens nog aan de Universiteit van Toulouse en de Universiteit van Michigan. Na zijn afstuderen kreeg hij een aanstelling als wetenschappelijk medewerker aan de Universiteit Utrecht, waar hij op 24 september 1975 bij Pieter verLoren van Themaat promoveerde op het op het proefschrift Technical and administrative obstacles to trade in the EEC: Including a comparison with interstate trade barriers in the USA. Na zijn promotie (van 1976 tot 1982) werd hij plaatsvervangend chef van de afdeling juridische zaken bij het directoraat-generaal Scheepvaart en Maritieme Zaken, ministerie van Verkeer en Waterstaat. 
Op 1 september 1982 werd Slot benoemd tot hoogleraar aan de Universiteit Leiden met als leeropdracht het economisch bestuursrecht (inclusief dat van de Europese Gemeenschappen). Hij hield zijn oratie, getiteld Regelen en ontregelen. Over deregulering en economisch recht, op 17 december 1982. Tegelijk met zijn benoeming tot hoogleraar werd hij ook directeur van het Europa Instituut van de Universiteit Leiden, als co-directeur samen met Hein Schermers die de institutionele aspecten van het Europese recht voor zijn rekening nam; hij werd ook redacteur van het tijdschrift Common Market Law Review dat door het Europa Instituut werd uitgegeven en waarvan Schermers sinds 1978 hoofdredacteur was. Toen Schermers in 1993 met emeritaat ging werd Slot enig directeur van het Europa Instituut, wat hij tot zijn emeritaat zou blijven.
Naast zijn hoogleraarschap in Leiden was slot gasthoogleraar aan de Rheinische Friedrich-Wilhelms-Universiteit in Bonn, de Universiteit Panthéon-Assas (Parijs II) en de Stanford-universiteit. Hij was daarnaast ook ruim twintig jaar lang voorzitter van het Internationaal Instituut voor Energierecht, redacteur van het tijdschrift Markt & Mededinging, rechter-plaatsvervanger bij de Rechtbank Den Haag, en lid van de commissie internationale sociaal-economische aangelegenheden van de SER. In 2009 ging Slot met emeritaat als hoogleraar; bij die gelegenheid werd hem een liber amicorum aangeboden getiteld Views of European Law from the Mountain (onder redactie van Hanna Sevenster e.a.). Hij werd als hoogleraar en directeur van het Europa Instituut opgevolgd door Stefaan Van den Bogaert.